# Julian Knowle
Julian Knowle, född 29 april 1974 i Lauterach, Vorarlberg, är en österrikisk vänsterhänt professionell tennisspelare med störst framgångar som dubbelspelare.

## Tenniskarriären
Julian Knowle blev professionell ATP-spelare 1992. Han har sammanlagt vunnit 11 dubbeltitlar på touren i inklusive en Grand Slam-titel som han vann 2007 i US Open i par med svensken Simon Aspelin. Den 7 januari 2008 nådde han sin hittills högsta ranking i dubbel då han blev rankad som nummer 6. I singel har han aldrig vunnit någon titel på ATP-touren. Hans högsta ranking i singel är en 86:e plats från 2002. Knowle har till februari 2008 spelat in 1 580 499 US dollar i prispengar.

## Grand Slam-titlar
- US Open
  - Dubbel - 2007 (med Simon Aspelin)

## Övriga ATP-titlar
- Singel
  - 0
- Dubbel
  - 2002 - Umag, Köpenhamn
  - 2003 - Chennai, St. Petersburg
  - 2005 - München, St. Petersburg
  - 2006 - Casablanca
  - 2007 - Poertschach, Halle, Swedish Open